# زوائد عرضی
یک زائده عرضی (به انگلیسی: Transverse process) همانند هر زائده مفصلی در ستون مهره‌ها از تلاقی تیغه (لامینا) و پایه (پدیکول) یک طرف قوس مهره‌ای به وجود می‌آید. این زوائد چون به صورت عرضی امتداد دارند، به نام زوائد عرضی خوانده می‌شوند. هر مهره دارای دو زائده عرضی است.

## نگارخانه

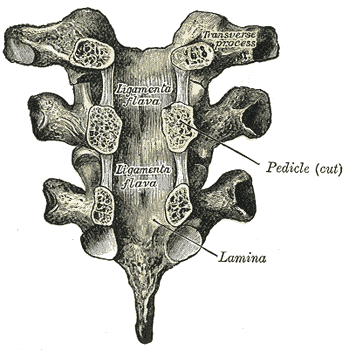
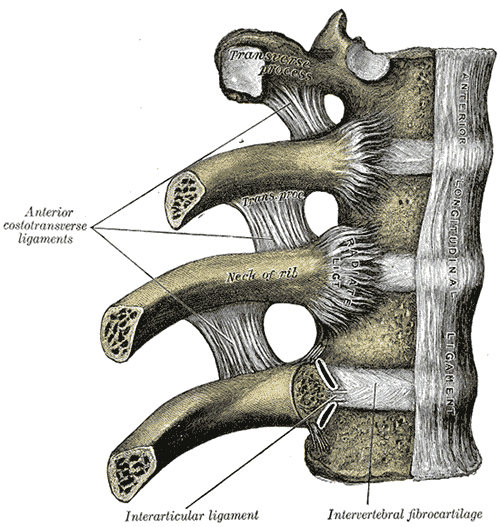
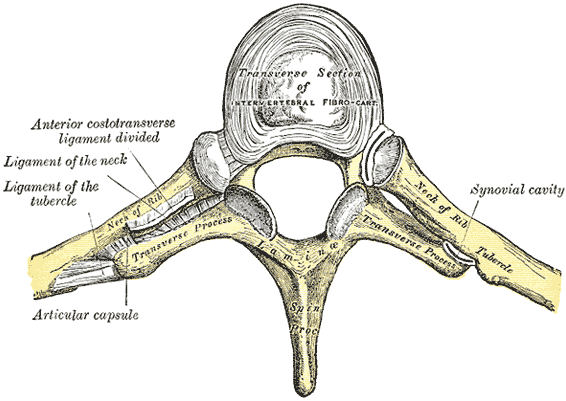